# میگتسوکی

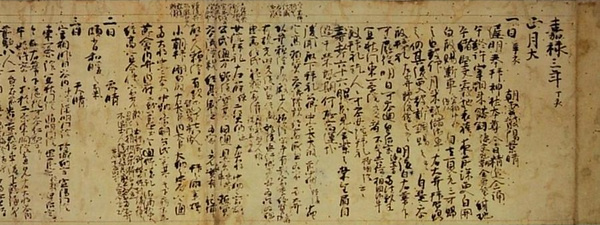

می‌گتسوکی (به ژاپنی: 明月記 めいげつき)؛ دفتر خاطرات فوجیوارا نو تیکا (۱۲۴۱–۱۱۶۲)، اشراف و شاعر درباری است که از سن ۱۸ تا ۷۴ سالگی به مدت ۵۶ سال نوشته است.